# Outrageous (альбом Кима Фоули)
Outrageous — третий студийный альбом автора-исполнителя Кима Фоули, выпущенный в 1968 году на лейбле Imperial Records.

## Об альбоме
| Оценки критиков  | Оценки критиков |
| Источник         | Оценка          |
| ---------------- | --------------- |
| Allmusic         | [ 1 ]           |
| Robert Christgau | E               |
| Piero Scaruffi   | [ 3 ]           |

Outrageous, пожалуй, самый известный в сольной карьере Фоули и единственный альбом, который был намечен на попадание в Billboard 200 США. В январе 2003 года Джулиан Коуп выбрал его альбомом месяца, назвав его «шаманским рок-н-рольным альбомом, созданным конченым барыгой». Итальянский критик Пьеро Скаруффи дал оценку альбому семь из десяти, отметив его в качестве предшественника глэм и панк музыки. Он отметил его в качестве третьего лучшего альбома, принадлежавшего к жанру глэм, и как одну из лучших записей, выпущенную в 1968 году. Музыкальный журналист Роберт Кристгау высказал меньший энтузиазм: «Я не понимаю, как он умудряется зарабатывать себе на жизнь, но у него получается».

## Список композиций
Слова и музыка всех песен — Ким Фоули, за исключением «Animal Man» и «Bubble Gum» написанных в соавторстве с Марти Серфом.
| №  | Название                | Длительность |
| -- | ----------------------- | ------------ |
| 1. | «Animal Man»            | 2:37         |
| 2. | «Wildfire»              | 4:00         |
| 3. | «Hide and Seek»         | 2:07         |
| 4. | «Chinese Water Torture» | 0:43         |
| 5. | «Nightrider»            | 2:16         |
| 6. | «Bubble Gum»            | 2:45         |

| №  | Название                | Длительность |
| -- | ----------------------- | ------------ |
| 1. | «Inner Space Discovery» | 4:05         |
| 2. | «Barefoot Country Boy»  | 2:00         |
| 3. | «Up»                    | 4:05         |
| 4. | «Caught in the Middle»  | 5:40         |
| 5. | «Down»                  | 5:00         |
| 6. | «California Hayride»    | 1:10         |

## Позиции в чартах
| Чарты (1969)     | Пик позиции |
| ---------------- | ----------- |
| US Billboard 200 | 198         |

## Участники записи
| Mузыканты - Kim Fowley — вокал, клавишные, продюсер - Michael Allsup — гитара - Ben «Blues» Benay — гитара, гармоника - Mars Bonfire — гитара - Jimmy Greenspoon — клавишные - Eddie Hoh — перкуссия - Orville «Red» Rhodes — стил-гитара - Carmen Riale — бас-гитара - Joe Schermie — бас-гитара - Wayne Talbert — клавишные - Joe Torres — перкуссионные | Технический и дополнительный персонал - David Brand — звукорежиссёр - Ed Caraeff — фотограф - Bruce Ellison — инженер - Gabor Halmos — дизайн - Woody Woodward — арт-директор |